# Dim mak
La Dim Mak si riferisce a qualunque tecnica di arte marziale che si dica essere in grado di uccidere utilizzando una forza apparentemente inferiore a quella letale, in alcuni precisi punti del corpo.